# 핀란드 노동자체육동맹
핀란드 노동자체육동맹(핀란드어: Suomen Työväen Urheiluliitto; TUL)은 핀란드의 아마추어 체육 행정기구다. 경쟁 스포츠 주관 외에도 청소년 체육 교육을 비롯해서 연령과 성별을 불문하고 대중들에게 체육활동을 제공하는 것을 목표로 한다.
국제 노동자 아마추어 체육 총연맹(CSIT), 핀란드 올림픽 위원회 가맹 기관이며, 핀란드 노동조합중앙기구, 핀란드 사회민주당, 좌파동맹과 제휴 관계에 있다.
회원 수는 28만 명 이상이고, 1천 여 개 클럽에서 59개 종목의 스포츠를 주관한다.